# 罗克索拉尼人
罗克索拉尼人（Roxolani）是萨尔马提亚的一支部落，为阿兰人的一个分支。他们最早居住于顿河与第聂伯河流域之间。公元前1世纪的时候推进到多瑙河附近的伯勒甘平原（位于今罗马尼亚境内）。希腊裔罗马历史学家斯特拉波，在其所著的《地理志》的第七卷中描述罗克索拉尼人是“四轮马车的居住者”。
大约在公元前100年，罗克索拉尼人在国王塔西乌斯的率领下入侵克里米亚，并受到西徐亚军阀帕拉库斯的支持。但是被本都国王米特拉达悌六世的部将丢番图击败。
公元1世纪中期，罗克索拉尼人开始穿越多瑙河，进入罗马人的领地。68年，罗克索拉尼人派出9000骑兵试图突袭罗马人辎重，但被第三高卢军团与后勤部队（Auxilia）所粉碎。
4世纪中期，罗克索拉尼人与其他萨尔马提亚部落一样，被匈人征服。